# Język czamorro
Język czamorro, język chamorro  – język austronezyjski używany w Guam i Marianach Północnych (objęty statusem języka urzędowego), przez lud Czamorro. Posługuje się nim ok. 40 tys. (2010) mieszkańców archipelagu Marianów oraz 20 tys. osób (2009–2013) poza granicami obu terytoriów.
Pomimo swojej lokalizacji w Mikronezji (Oceanii) nie jest przedstawicielem języków oceanicznych. Uchodzi za bliżej spokrewniony z językami Filipin i Indonezji, przy czym jego dokładna przynależność jest niejasna. Znalazł się w propozycji grupy zachodniej języków malajsko-polinezyjskich (siostrzanej wobec grupy centralno-wschodniej). Bywa zaliczany do języków filipińskich. K.A. Adelaar (2005) i A.D. Smith (2017) klasyfikują go jako izolat w ramach języków malajsko-polinezyjskich. Pewne innowacje morfologiczne łączą go z językami zachodniej Indonezji, niemniej brak jednoznacznych rozstrzygnięć. Czamorro nie wydaje się blisko spokrewniony z palau.
Do zatarcia jego związków zewnętrznych przyczynił się zapewne kontakt z różnymi grupami językowymi. Czamorro wykazuje wpływy leksykalne języka hiszpańskiego i języków filipińskich. Zidentyfikowano też pewne zapożyczenia z języków oceanicznych i innych źródeł austronezyjskich. Wyrazy pochodzenia hiszpańskiego tworzą dużą część nowoczesnego słownictwa czamorro; wpływy hiszpańskie sięgają również wyrazów funkcyjnych, a rodzime liczebniki (o podłożu austronezyjskim) zostały wyparte przez liczebniki hiszpańskie. Niekiedy czamorro bywa wręcz uważany za język mieszany lub kreolski; na niekorzyść tej propozycji przemawia jednak analiza pozostałych cech języka (w zakresie podstawowej gramatyki i leksyki).
Jest zapisywany alfabetem łacińskim.